# Shidhatha Shareef
Shidhatha Shareef é uma política e ex-Ministra do Género e Segurança Social das Maldivas. Ela foi também Vice-Ministra do Ministério da Saúde na Presidência de Abdulla Yameen e Membro do Conselho do Partido Adhaalath.
Shidhatha é uma defensora dos direitos humanos e renunciou ao cargo de Ministra afirmando que o governo do qual fazia parte não estava a facilitar nem a ajudar na agenda de reformas.